# Thông số các chipset cho CPU AMD Athlon 64
Danh sách các loại chipset sử dụng với bộ xử lý AMD Athlon 64. 
| Thông số các chipset sử dụng với CPU AMD Athlon 64 | Thông số các chipset sử dụng với CPU AMD Athlon 64 | Thông số các chipset sử dụng với CPU AMD Athlon 64 | Thông số các chipset sử dụng với CPU AMD Athlon 64                     | Thông số các chipset sử dụng với CPU AMD Athlon 64 | Thông số các chipset sử dụng với CPU AMD Athlon 64                                           | Thông số các chipset sử dụng với CPU AMD Athlon 64 | Thông số các chipset sử dụng với CPU AMD Athlon 64 | Thông số các chipset sử dụng với CPU AMD Athlon 64 | Thông số các chipset sử dụng với CPU AMD Athlon 64 | Thông số các chipset sử dụng với CPU AMD Athlon 64 | Thông số các chipset sử dụng với CPU AMD Athlon 64 |
| Hãng                                               | Chipset Model                                      | Opteron Support                                    | Chipset Connection                                                     | South Bridge                                       | Optional Chipset Components                                                                  | Video Support                                      | PCI-Express x1 Slots                               | ATA/Serial ATA Support[12]                         | USB Support (# of Ports)                           | Audio                                              | LAN                                                |
| -------------------------------------------------- | -------------------------------------------------- | -------------------------------------------------- | ---------------------------------------------------------------------- | -------------------------------------------------- | -------------------------------------------------------------------------------------------- | -------------------------------------------------- | -------------------------------------------------- | -------------------------------------------------- | -------------------------------------------------- | -------------------------------------------------- | -------------------------------------------------- |
| AMD                                                | 8151[1]                                            | Có                                                 | HyperTransport (16b/800 MHz CPU/NB)[2]                                 | 8111                                               | 8131 PCI-X tunnel[3]                                                                         | AGP 8x                                             | None                                               | ATA-133                                            | 1.1/2.0 (6)                                        | AC'97 (6-channel)                                  | 2.2 10/100 Ethernet                                |
| ULi                                                | M1687                                              | Có                                                 | HyperTransport (16b/800 MHz CPU/NB)                                    | M1653[4]                                           |                                                                                              | AGP 8x                                             | None                                               | ATA-133                                            | 1.1/2.0 (6)                                        | AC'97 2.2 (6-channel); SPDIF                       | 10/100 Ethernet                                    |
| ULi                                                | M1689                                              | Có                                                 | HyperTransport (16b/800 MHz CPU/NB)                                    | [5]                                                |                                                                                              | AGP 8x                                             | None                                               | ATA-133, SATA                                      | 1.1/2.0 (8)                                        | AC'97 2.3 (6-channel; 20-bit)                      | 10/100 Ethernet                                    |
| ULi                                                | M1695[16]                                          | Không                                              | HyperTransport (16b/1 GHz CPU/NB; NB/SB)                               | M1567                                              | AMD 8132 PCI-X tunnel                                                                        | PCI-Express 1 x16 or 2 x8; AGP 8x[14], [15]        | 2                                                  | ATA-133, SATA, SATA RAID 0, 1, JBOD                | 1.1/2.0 (8)                                        | AC'97 2.3 (6-channel; 20-bit)                      | 10/100 Ethernet                                    |
| VIA                                                | K8T800 Pro[6]                                      | Có                                                 | HyperTransport (16b/1 GHz CPU/NB); Ultra V-Link (NB/SB)                | VT8251 (also supports VT8237R[17])                 | Velocity Gigabit Ethernet (PCI); VIA Vinyl Gold 8-channel audio                              | AGP 8x                                             | 2[7]                                               | ATA-133, SATA, SATA RAID 0, 1, 0+1[7]              | 1.1/2.0 (8)                                        | AC'97 2.2 (6-channel); Intel HDA                   | 10/100 Ethernet                                    |
| VIA                                                | K8T800                                             | Có                                                 | HyperTransport(16b/800 MHz CPU/NP); 8x V-Link (NB/SB)                  | VT8237R[17]                                        | Velocity Gigabit Ethernet (PCI); SATAlite SATA/SATA RAID 0+1; VIA Vinyl Gold8-channel audio  | AGP 8x                                             | None                                               | ATA-133, SATA, SATA RAID 0, 1                      | 1.1/2.0 (8)                                        | AC'97 2.2 (6-channel)                              | 10/100 Ethernet                                    |
| VIA                                                | K8M800                                             | Có                                                 | HyperTransport (16b/800 MHz CPU/NP); 8x V-Link (NB/SB)                 | VT8237R[17]                                        | Velocity Gigabit Ethernet; SATAlite SATA/SATA RAID 0+1; VIA Vinyl Gold 8-channel audio       | Integrated UniChrome Pro; AGP 8x                   | None                                               | ATA-133, SATA, SATA RAID 0, 1[7]                   | 1.1/2.0 (8)                                        | AC'97 2.2 (6-channel)                              | Ethernet                                           |
| VIA                                                | K8T890                                             | Có                                                 | HyperTransport (16b/1 GHz CPU/NB); Ultra V-Link (NB/SB)                | VT8237R[17] or VT8251[17]                          | Velocity Gigabit Ethernet (PCI); VIA Vinyl Gold 8-channel audio; SATAlite SATA/SATA RAID 0+1 | PCI-Express x16                                    | 4                                                  | ATA-133, SATA, SATA RAID 0, 1, 0+1[7], [18]        | 1.1/2.0 (8)                                        | HDA                                                | - Ethernet                                         |
| VIA                                                | K8M890                                             | Có                                                 | HyperTransport (16b/1 GHz CPU/NB); Ultra V-Link (NB/SB)                | VT8237R[17] or VT8251[17]                          | Velocity Gigabit Ethernet (PCI); VIA Vinyl Gold 8-channel audio                              | AGP 8x; PCI- Express x16; Integrated DeltaChrome   | 4                                                  | ATA-133, SATA, SATA RAID 0, 1, 0+1[7], [18]        | 1.1/2.0 (8)                                        | ntel HDA                                           | - Ethernet                                         |
| VIA                                                | K8T900                                             | Có                                                 | HyperTransport (16b/1 GHz CPU/NB); Ultra V-Link (NB/SB)                | VT8251                                             | Velocity Gigabit Ethernet (PCI); VIA Vinyl Gold 8-channel audio                              | PCI-Express x16 or 2 x8                            | 4                                                  | ATA-133; SATA 3Gbps RAID 0, 1, 0+1, 5; JBOD        | 1.1/2.0 (8)                                        | AC'97 2.2 (6-channel); Intel HDA                   | 10/100 Ethernet                                    |
| NVIDIA                                             | nForce3 150                                        | Không                                              | HyperTransport (8b/600 MHz up; 16b/800 MHz down)[5]                    | [5]                                                |                                                                                              | AGP 8x                                             | None                                               | ATA-133, RAID 0, 1, 0+1                            | 1.1/2.0 (6)                                        | AC'97 2.1 (6-channel; 20-bit; SPDIF)               | 10/100 Ethernet                                    |
| NVIDIA                                             | nForce3 150 Pro                                    | Có[10]                                             | HyperTransport (8b/600 MHz up; 16b/800 MHz down)[5]                    | [5]                                                |                                                                                              | AGP 8x                                             | None                                               | ATA-133, RAID 0, 1, 0+1                            | 1.1/2.0 (6)                                        | AC'97 2.1 (6-channel; 20-bit; SPDIF)               | 10/100 Ethernet                                    |
| NVIDIA                                             | nForce3 250                                        | Không                                              | HyperTransport (16b/800 MHz)                                           | [5]                                                |                                                                                              | AGP 8x                                             | None                                               | ATA-133, SATA, ATA/SATA RAID 0, 1, 0+1             | 1.1/2.0 (8)                                        | AC'97 2.1 (6- channe l; 20-bit; SPDIF)             | 10/100 Ethernet[8]                                 |
| NVIDIA                                             | nForce3 250 Gb                                     | Không                                              | HyperTransport (16b/800 MHz)                                           | [5]                                                |                                                                                              | AGP 8x                                             | None                                               | ATA-133, SATA, ATA/SATA RAID 0, 1, 0+1             | 1.1/2.0 (6)                                        | AC'97 2.1 (6- channel; 20-bit; SPDIF)              | 10/100/1000 Ethernet[8]                            |
| NVIDIA                                             | nForce3 250 Pro                                    | Có[10]                                             | HyperTransport (16b/800 MHz)                                           | [5]                                                |                                                                                              | AGP 8x                                             | None                                               | ATA-133, SATA, ATA/SATA RAID 0, 1, 0+1             | 1.1/2.0 (6)                                        | AC'97 2.1 (6- channel; 20-bit; SPDIF)              | 10/100/1000 Ethernet[8]                            |
| NVIDIA                                             | nForce3 250 Ultra                                  | Có[13]                                             | HyperTransport (16b/1 GHz)                                             | [5]                                                |                                                                                              | AGP 8x                                             | None                                               | ATA-133, SATA, ATA/SATA RAID 0, 1, 0+1             | 1.1/2.0 (8)                                        | AC'97 2.1 (6- channel; 20-bit; SPDIF)              | 10/100/1000 Ethernet[8]                            |
| NVIDIA[22]                                         | nForce4                                            | Không                                              | HyperTransport (16b/800 MHz)                                           | [5]                                                |                                                                                              | PCI-Express x16                                    | 4                                                  | ATA-133, SATA, ATA/SATA RAID 0, 1, 0+1             | 1.1/2.0 (10)                                       | AC'97 2.1 (6-channel; 20-bit; SPDIF)               | 10/100/1000 Ethernet[8]                            |
| NVIDIA[22]                                         | nForce4 Ultra                                      | Không                                              | HyperTransport (16b/1000 MHz)                                          | [5]                                                |                                                                                              | PCI-Express x16[20]                                | 4[20]                                              | ATA-133, SATA 3Gbps, ATA/SATA RAID 0, 1, 0+1, 5    | 1.1/2.0 (10)                                       | AC'97 2.1 (6-channel; 20-bit; SPDIF)               | 10/100/1000 Ethernet[8], [19]                      |
| NVIDIA[22]                                         | nForce4 SLI                                        | Không                                              | HyperTransport (16b/1000 MHz)                                          | [5]                                                |                                                                                              | PCI-Express x16 or two x8[20]                      | 4[20]                                              | ATA-133, SATA 3Gbps, ATA/SATA RAID 0, 1, 0+1, 5    | 1.1/2.0 (10)                                       | AC'97 2.1 (6-channel; 20-bit; SPDIF)               | 10/100/1000 Ethernet[8], [19]                      |
| NVIDIA[22]                                         | nForce4 SLI x16                                    | Không                                              | HyperTransport (16b/1000 MHz)                                          | [5]                                                |                                                                                              | PCI-Express two x16[21]                            | 4[21]                                              | ATA-133, SATA 3Gbps, ATA/SATA RAID 0, 1, 0+1, 5    | 1.1/2.0 (10)                                       | AC'97 2.1 (6-channel; 20-bit; SPDIF)               | 10/100/1000 Ethernet[8],[19]                       |
| SiS                                                | 755                                                | Có                                                 | HyperTransport (800 MHz CPU-NB); MuTIOL 1G with HyperStreaming (NB/SB) | SiS964                                             |                                                                                              | AGP 8x                                             | None                                               | ATA-133, SATA, RAID 0, 1                           | 1.1/2.0 (8)                                        | AC'97 2.3 (6-channel)                              | 10/100 Ethernet; HomePNA 2.0                       |
| SiS                                                | 755FX                                              | Có[10]                                             | HyperTransport (1 GHz CPU-NB); MuTIOL 1G with HyperStreaming (NB/SB)   | SiS965 (also compatible with SiS964)               |                                                                                              | AGP 8x                                             | 2[9]                                               | ATA-133, SATA, RAID 0, 1, 0+1[9]                   | 1.1/2.0 (8)                                        | AC'97 2.3 (8-channel)                              | 10/100/1000 Ethernet; HomePNA 2.0                  |
| SiS                                                | 756                                                | Có[10]                                             | HyperTransport (1 GHz CPU-NB); MuTIOL 1G with HyperStreaming (NB/SB)   | SiS965                                             |                                                                                              | PCI-Express x16                                    | 2                                                  | ATA-133, SATA, RAID 0, 1, 0+1[9]                   | 1.1/2.0 (8)                                        | AC'97 2.3 (8-channel)                              | 10/100/1000 Ethernet; HomePNA 2.0                  |
| SiS                                                | 760                                                | Có                                                 | HyperTransport (800 MHz CPU-NB); MuTIOL 1G with HyperStreaming (NB/SB) | SiS964                                             |                                                                                              | AGP 8x; integrated Mirage 2                        | None                                               | ATA-133, SATA, RAID 0, 1                           | 1.1/2.0 (8)                                        | AC'97 2.3 (6-channel)                              | 10/100 Ethernet; HomePNA 2.0                       |
| SiS                                                | 760GX                                              | Không                                              | HyperTransport (800 MHz CPU-NB); MuTIOL 1G with HyperStreaming (NB/SB) | SiS966 (also compatible with SiS965/L)             |                                                                                              | AGP 8x; integrated Mirage 1                        | 4[11]                                              | ATA-133, SATA, RAID 0, 1, 0+1[13]                  | 1.1/2.0 (10)[13]                                   | AC'97 2.3 (6-channel); Intel HDA                   | 10/100/100013 Ethernet; HomePNA 2.0                |
| SiS                                                | 761                                                | Có[10]                                             | HyperTransport (1 GHz CPU-NB); MuTIOL 1G with HyperStreaming (NB/SB)   | SiS966 (also compatible with SiS965/L)             |                                                                                              | PCI-Express x16; integrated Mirage 3               | 4[11]                                              | ATA-133, SATA, RAID 0, 1, 0+1[13]                  | 1.1/2.0 (10)[13]                                   | AC'97 2.3 (6-channel); Intel HDA[13]               | 10/100/100013 Ethernet; HomePNA 2.0                |
| SiS                                                | 761GL                                              | Có                                                 | HyperTransport (800 MHz CPU-NB); MuTIOL 1G with HyperStreaming (NB/SB) | SiS966 (also compatible with SiS965/L)             |                                                                                              | Integrated Mirage 1 graphics                       | 4[11]                                              | ATA-133, SATA, RAID 0, 1, 0+1[13]                  | 1.1/2.0 (10)[13]                                   | AC'97 2.3 (6-channel); Intel HDA[13]               | 10/100/100013 Ethernet; HomePNA 2.0                |
| SiS                                                | 761GX                                              | Có                                                 | HyperTransport (1 GHz CPU-NB); MuTIOL 1G with HyperStreaming (NB/SB)   | SiS966 (also compatible with SiS965/L)             |                                                                                              | PCI-Express x16; integrated Mirage 1               | 4[11]                                              | ATA-133, SATA, RAID 0, 1, 0+1[13]                  | 1.1/2.0 (10)[13]                                   | AC'97 2.3 (6-channel); Intel HDA[13]               | 10/100/100013 Ethernet; HomePNA 2.0                |
| ATI                                                | RS480[23]                                          | Có                                                 | HyperTransport (16b/800 MHz CPU/NB); A-Link II                         | SB400                                              |                                                                                              | PCI-Express 16x; Integrated Radeon X300            | 2                                                  | ATA-133, SATA, SATA RAID 0, 1                      | 1.1/2.0 (8)                                        | AC'97 2.2 (6-channel)                              |                                                    |
| ATI                                                | RX480[23]                                          | Có                                                 | HyperTransport (16b/800 MHz CPU/NB); A-Link II                         | SB400                                              |                                                                                              | PCI-Express 16x                                    | 2                                                  | ATA-133, SATA, SATA RAID 0, 1                      | 1.1/2.0 (8)                                        | AC'97 2.2 (6-channel)                              |                                                    |
| ATI                                                | RD482[24]                                          | Có                                                 | HyperTransport (16b/800 MHz CPU/NB); A-Link II                         | SB450                                              |                                                                                              | PCI-Express 8x (hai khe)                           | 2                                                  | ATA-133, SATA, SATA RAID 0, 1, 0+1                 | 1.1/2.0 (8)                                        | AC'97 2.2 (6-channel); Intel HDA                   |                                                    |
| ATI                                                | RD580                                              | Có                                                 | HyperTransport (16b/800 MHz CPU/NB); A-Link II                         | SB600                                              |                                                                                              | PCI-Express 16x (hai khe)                          | 2                                                  | ATA-133, SATA, SATA RAID 0, 1, 0+1                 | 1.1/2.0 (8)                                        | AC'97 2.2 (6-channel); Intel HDA                   |                                                    |
| Ghi chú: [12]: Chỉ hỗ trợ bộ xử lý Athlon 64FX     |                                                    |                                                    |                                                                        |                                                    |                                                                                              |                                                    |                                                    |                                                    |                                                    |                                                    |                                                    |